# Sitno (isola)
Sitno, Secitno o Sitgnak (in croato Šćitna) è un isolotto disabitato della Croazia, situato lungo la costa dalmata settentrionale, nel mar Adriatico; fa parte delle isole Incoronate. Amministrativamente appartiene al comune Morter-Incoronate, nella regione di Sebenico e Tenin.

## Geografia
Sitno si trova a sud-est di Sit, a circa 420 m di distanza, nel canale di Mezzo tra le isole di Zut e Pasman. È diviso da Zut dal canale di Sit (Sitski kanal). L'isolotto ha un'altezza massima di 46,3 m, una superficie di 0,034 km² e uno sviluppo costiero di 3,08 km.

### Isole adiacenti
- Rauna Secca[9], Rauna Sicca[7] o Rasnizica[5][6] (Ravna Sika), ha una superficie di 0,01 km²[1], uno sviluppo costiero di 0,4 km[1] e l'altezza di 5,9 m[2]; è situato a ovest, a circa 2,5 km[2] 43°54′22″N 15°17′38″E.
- Scoglio Baba[10], Babba[7] o Babla[5][6] (hrid Baba), piccolo e rotondo, ha un'area di 2818 m²[11]; si trova circa 2 km a ovest-sud-ovest 43°54′04″N 15°18′08″E.
- Scoglio Did[5][6][7][12] (hrid Did), situato circa 2 km[2] a sud-ovest; ha un'area di 4414 m²[11], uno sviluppo costiero di 244 m[11] ed è alto 6,9 m[2] 43°53′44″N 15°18′20″E.
- Gangarol (Gangarol), a sud-est.

### Cartografia
- (HR) Mappa topografica della Croazia 1:25000, su preglednik.arkod.hr. URL consultato il 27 febbraio 2017.
- G. Giani, Carta prospettiva delle Comuni censuarie della Dalmazia, foglio 2, 1839. Fondo Miscellanea cartografica catastale, Archivio di Stato di Trieste.
- Carta di cabottaggio del mare Adriatico, foglio VII, Milano, Istituto geografico militare, 1822-1824. URL consultato il 17 febbraio 2017 (archiviato dall'url originale il 13 aprile 2013).